# Euroregion Bug
Euroregion Bug – euroregion utworzony 29 września 1995, który swoim zasięgiem objął tereny przygraniczne Polski (ówczesne województwa lubelskie, chełmskie, tarnobrzeskie, zamojskie i od 1998 r. bialskopodlaskie), Ukrainy (obwód wołyński) i Białorusi (obwód brzeski, od 1998 r.). Siedziba po stronie polskiej znajduje się w Chełmie, po ukraińskiej w Łucku, po białoruskiej w Brześciu. Celem jest rozwój współpracy gospodarczej i naukowo-kulturalnej.

## Historia
Euroregion powstał 29 września 1995 roku, kiedy wojewodowie ówczesnych polskich województw (według podziału z kraju z 1975 roku) lubelskiego (Edward Hunek), chełmskiego (Marian Cichosz), tarnobrzeskiego (Pawel Stawowy), zamojskiego (Stanisław Rapa) i ukraińskiego obwodu wołyńskiego (Borys Klimczuk) spotkali się w Łucku w celu powołania stowarzyszenia. 
W maju 1998 do Euroregionu dołączyła Białoruś i odpowiednio do nowych obszarów dołączyły: polskie województwa białopodlaskie i białoruski obwód brzeski. Wśród sygnatariuszy byli wojewodowie Krzysztof Michalski (województwo lubelskie), Leszek Burakowski (województwo chełmskie), Marek Czarnecki (województwo białopodlaskie), Marek Grzelaczyk (województwo zamojskie), Wiktor Stasiak (województwo tarnobrzeskie), Uładzimir Załamaj (obwód brzeski), Borys.Klimczuk (obwód wołyński). 
Po polskiej reformie w 1999 r. reprezentacja członków Euroregionu uległa uproszczeniu i obejmowała jedynie obwody brzeski i wołyński oraz województwo lubelskie.
W maju 2000 roku rejony sokalski i żółkiewski obwodu lwowskiego zostały przyjęte w poczet członków stowarzyszonych Euroregionu Bug.